# La Llebrida
La Llebrida és una muntanya de 658 metres que es troba al municipi de Margalef, a la comarca catalana del Priorat.